# Impatiens sarissiformis
Impatiens sarissiformis är en balsaminväxtart som beskrevs av C. E. C. Fischer. Impatiens sarissiformis ingår i släktet balsaminer, och familjen balsaminväxter. Inga underarter finns listade i Catalogue of Life.